# كيرك باومغارتنر
كيرك باومغارتنر (بالإنجليزية: Kirk Baumgartner)‏ هو لاعب كرة قدم أمريكية أمريكي، ولد في 3 نوفمبر 1967 في كولبي في الولايات المتحدة.